# Маданіят (Кашкадар'їнська область)
Маданіят (узб. Madaniyat, Маданият) — міське селище в Узбекистані, в Яккабазькому районі Кашкадар'їнської області.
Статус міського селища з 2009 року.